# Palomonte
Palomonte är en ort och kommun i provinsen Salerno i regionen Kampanien i Italien. Kommunen hade 3 931 invånare (2017).